# Lophotidia trisema
Lophotidia trisema là một loài bướm đêm trong họ Noctuidae.